# Artur Bylandt-Rheidt

Graf Artur Bylandt-Rheidt

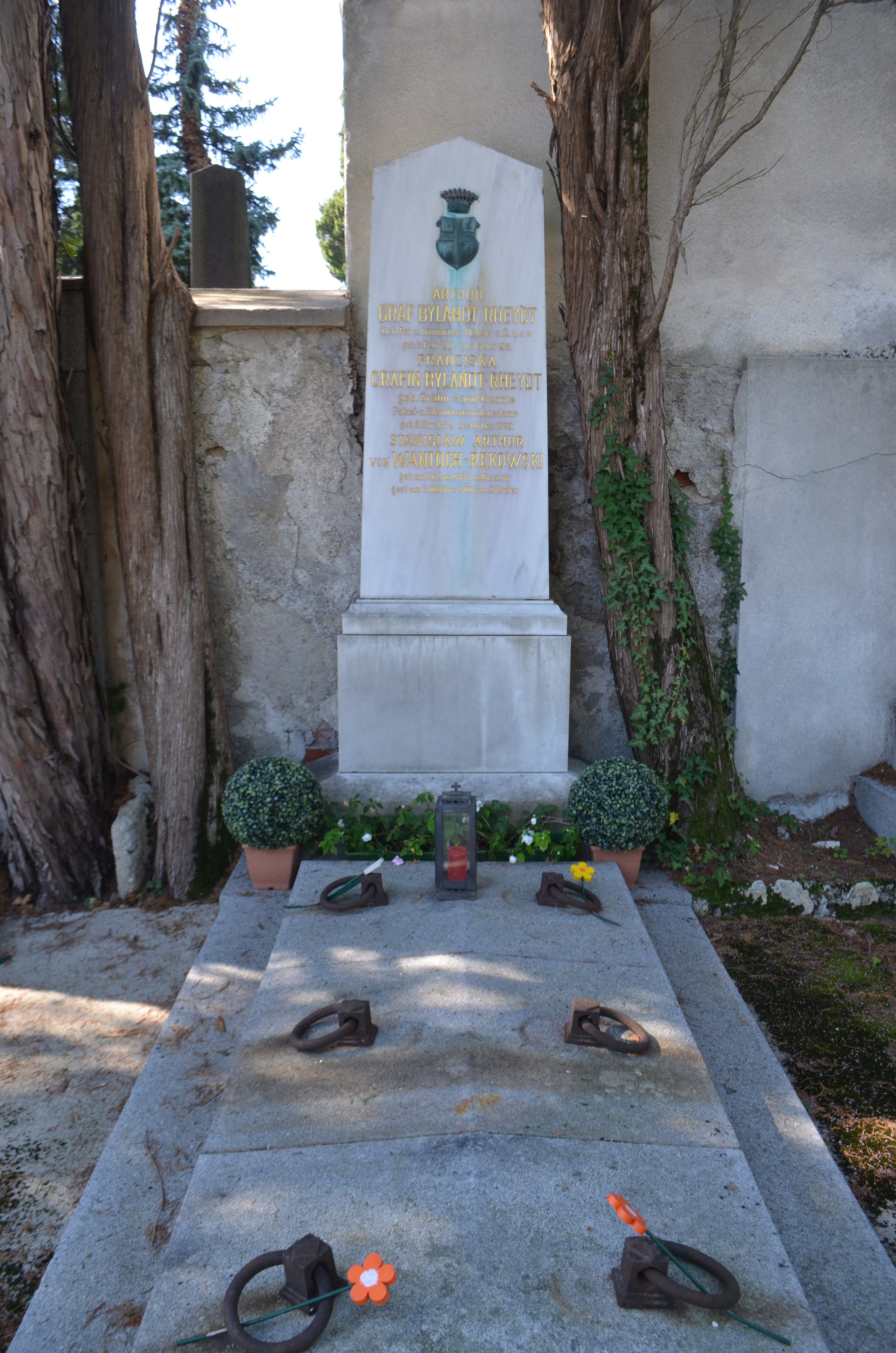
Grab von Bylandt-Rheidt auf dem Helenenfriedhof

Artur Graf Bylandt-Rheidt (* 3. Februar 1854 in Prag; † 6. Juli 1915 in Baden, Niederösterreich) war ein österreichischer Politiker.

## Biografie
Der Sohn des späteren langjährigen Kriegsministers Artur Maximilian von Bylandt-Rheidt studierte nach dem Schulbesuch Rechtswissenschaft und trat anschließend in den Staatsdienst ein. Zunächst war er Verwaltungsjurist beim Statthalter von Brünn, ehe er nach Verwendungen im Unterrichtsministerium 1878 und im Innenministerium 1879 zwischen 1881 und 1892 Sekretär beim Statthalter von Mähren war.
1892 wurde er zum Hofrat befördert und als solcher zum Leiter des Departement für Volksschulen im Unterrichtsministerium ernannt. Nach einer späteren Verwendung als Leiter des Departements für Technische Fachschulen im Unterrichtsministerium wurde er 1897 zunächst Sektionschef.
Im November 1897 wurde er von Ministerpräsident Paul Gautsch zum Minister für Ackerbau ernannt und gehörte dessen 1. Kabinett bis März 1898 an.
In der nachfolgenden Regierung von Franz von Thun und Hohenstein war er zwischen März 1898 und Oktober 1899 Unterrichtsminister. In dieser Funktion erließ er nach aufkommenden Unruhen an der Karls-Universität Prag für die deutschen Studenten ein so genanntes Farbenverbot und förderte andererseits 1899 die Gründung der tschechischen Technischen Universität Brünn. Nach seinem Ausscheiden aus dem Kabinett wurde er 1900 Senatspräsident beim Verwaltungsgerichtshof und zugleich auch Mitglied des Herrenhauses. Anschließend wurde er zum Statthalter von Oberösterreich berufen und bekleidete dieses Amt von 1902 bis 1904.
1905 wurde er von Ministerpräsident Gautsch in dessen zweites Kabinett berufen und versuchte in dieser Position die Handlungsfähigkeit des seit Juni 1904 wegen Obstruktion handlungsunfähigen Böhmischen Landtag wiederherzustellen. Außerdem war er ein Verfechter des allgemeinen Wahlrechts, das schließlich 1907 eingeführt wurde. Er selbst schied im Mai 1906 mit dem Ende der Amtszeit von Ministerpräsident Gautsch aus der Regierung aus.
Er ist auf dem Helenenfriedhof in Baden begraben.
Am 29. Januar 1883 heiratete er in Brünn Franziska Gräfin von Saint-Genois (* 6. November 1854; † 6. Dezember 1929), mit der er folgende Kinder hatte:
- Gabriele (* 1883)
- Franziska (* 1886)
- Arthur (* 1889) ⚭ 1926 Maria Gräfin zu Hardegg (* 1901)